# Microtendipes yamasinensis
Microtendipes yamasinensis är en tvåvingeart som först beskrevs av Tokunaga 1940.  Microtendipes yamasinensis ingår i släktet Microtendipes och familjen fjädermyggor. Inga underarter finns listade i Catalogue of Life.